# Symbolophorus veranyi
Symbolophorus veranyi is een straalvinnige vissensoort uit de familie van lantaarnvissen (Myctophidae). De wetenschappelijke naam van de soort is voor het eerst geldig gepubliceerd in 1888 door Moreau.